# Pamporovo
Pamporovo (in lingua bulgara Пампорово) è una rinomata località sciistica bulgara situata nel distretto di Smoljan, nel sud Bulgaria a 260 km da Sofia, la capitale, e 85 da Plovdiv.

## Clima
Il clima è mite in estate e freddo in inverno dati i 1650 metri sul livello del mare. Pamporovo è innevata per 150 giorni all'anno. La media climatica in Gennaio infatti si attesta sui -3 °C.

### Stazione sciistica
Pamporovo è una delle più famose località sciistiche bulgare. Qui hanno fatto le prime gare ufficiali in Coppa Europa tanti sciatori tra cui il campione del mondo di slalom gigante ad Åre 2019 Henrik Kristofferrsen. A Pamporovo ci sono 13 piste (36.8 km) di cui il 27% facili, il 61% medio-difficili e il 12% restante molto difficili. Pamporovo è dotata di funivia con una capacità di 13000 sciatori all’ora. Inoltre è fornita di impianti per la neve artificiale e illuminazione per sci notturno.